# ネワール族
ネワール族【ネワール語: नेवार、別名: ネワ(नेवा),ネワル,ネパミ、プラカリット･スクリプト体:𑐣𑐾𑐰𑐵𑑅】は、ネパールのカトマンズ盆地とその周辺地域に居住している民族であり、カトマンズ盆地一帯における歴史的遺産と文明を作り上げた。ネワール族は主にインド・アーリア人と、ヒンズー教と仏教を信仰しチベット・ビルマ語派のネワール語(ネパール・バサ語)を共通言語とするチベット・ビルマ人であり、独自の言語的･文化的コミュニティを形成している。ネワール族はヒマラヤ山脈麓のどの地域にもみられない分業制度と洗練された都市文化が発展しており、古くからの伝統や儀式を現代まで途切れさせることなく受け継いでいる。ネパール古来の宗教、文化、文明の継承者とも言われており、文化、芸術、文学、貿易、農業、料理への貢献で知られる 。現在、ネワール族は毎年国際連合開発計画が発行する人間開発指数により、一貫してネパールで最も経済的および社会的に進んだコミュニティと認定されている。ネパールの2011 年の国勢調査では、ネパール全土に 1,321,933 人のネワール族がおり、ネパール国内で 6 番目に人口の多い民族とされる。
古代、カトマンズ渓谷とその周辺地域はネパール･マンダラと呼ばれる古代連合国家を構成する旧ネワール王国であり、ネパール国内におけるほかの民族やカーストグループとは異なり、ネワール族は民族的に多様で、古代に存在した政治体の特性を残す数少ない国家共同体の一例であった。尚且つネワール族は、先史時代からネパール･マンダラに住んでいた多様な民族の子孫である為、他の民族と比べても人種、カースト、宗教等の異質性は群を抜く。それぞれ異なる時代にネワール族と接触したリッチャヴィ族(リッチャヴィ朝)、コーサラ族(コーサラ国)、マッラ族(マッラ朝)等のインド・アーリア人はネワール族の言語･慣習を受け入れることで最終的に融合していった。しかしこれらの部族はヴェーダ文化を捨てたわけではなく、サンスクリット語、ヴェーダ文化における社会構造、ヒンズー教などをもたらし、これらが人々と共に同化し、現在のネワール文化に繋がった。ネパール･マンダラによる支配は1768年のゴルカ王国の征服によって幕を閉じた。

## 語源
ネパール「Nepāl」、ネワール「Newār」、ネワール「Newāl」、およびネパール「Nepār」という言葉は、同じ単語の音声学的に異なる形式であり、異なる時代で異なる形式のものが使われている。ネパール「Nepāl」は文語(サンスクリット語)形式、ネワール「Newār」は口語(プラクリット語)形式である。カトマンズの西に位置する谷、ティスタンにある512年のサンスクリット語の碑文には『ネパールへの挨拶』という文が含まれており、｢ネパール｣という単語がネワール王国とネワール族の両方を指すために使用されていたことを示している。
「ネパールの住民」を指す「ネワール」または「ネワ」という単語は、カトマンズの1654年の碑文に初めて登場した。 1721年にネパールを旅したイタリア人のイエズス会司祭イッポリト・デシデーリ（1684-1733）は、ネパールの原住民はネワールと呼ばれていると記している。よって｢ネパール｣は｢ネワール｣のサンスクリット語訛りであるか、｢ネワール｣は｢ネパール｣が後に変形した形である可能性がある。また別の説によると、｢ネワール」と「ネワリ」という言葉は、PからWへ、LからRへの変移から形成された口語的な形であるとされる。
最後の子音を落として母音を長くする音韻過程の結果として、「Newā」はネワール(「Newār｣) 、「Nepā」はネパール(「Nepāl」)が通常会話においてよく使われている。

## 歴史

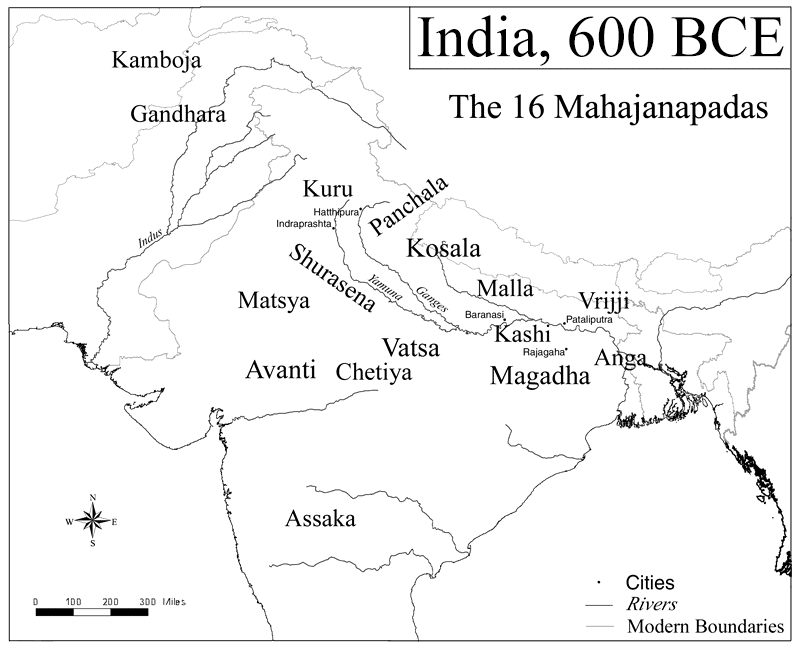
紀元前6世紀頃の十六大国;
リッチャヴィ朝の前身であるヴァジ･マハジャナパダとマッラ朝の前身であるマッラ･マハジャナパダがみられる

千年以上もの間、中央ネパール(2015年時点の中部開発区域)に位置するネワール文明はバラモン教と仏教が同等の地位を享受していた古典的な北インド文化を遺している。マッラ朝はマッラ宮廷においてミティル語(ミティル族の主要言語)を後援しサンスクリット語と同等の地位を与えたことで知られ、ブラフマー教司祭を始めとする多くのミティル族がマッラ朝時代にカトマンズに招待され定住した。これらの北(チベット)と南(ティルフト)の両方からの人々の流入は遺伝的及び人種的多様性だけでなく、ネワール族内の重要な文化と伝統を形作った。
ネワール族の共通性はカトマンズ盆地で形成されたが、後の時代のネワール族の居住の区分は様々な歴史的発展を遂げることとなる。1769年にゴルカ王国がカトマンズ渓谷を征服するまで、どの時代においても渓谷に住む人々はすべてネワール族もしくはネワール族を祖先とする民族であった。したがってネワール族の歴史は近代的なネパール国家が樹立される前のカトマンズ盆地(もしくはネパール･マンダラ)の歴史と相関関係にある。

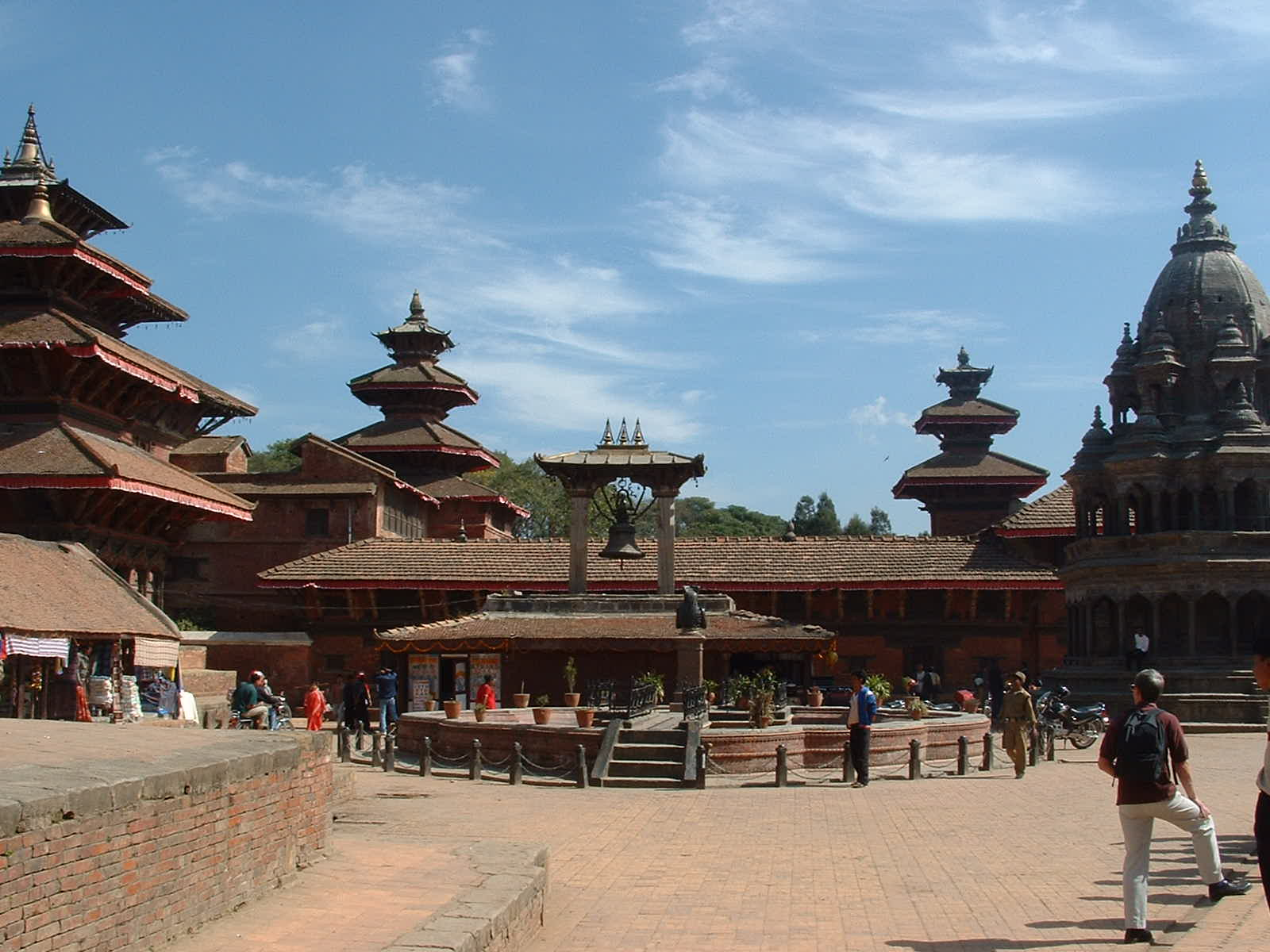
パタンのネワール建築

ネワール族はその長い歴史から高度な都市文明を形成しており、ネワール族とカトマンズ渓谷の最古の歴史は史籍に記録されている神話と交じっている。ネワール族内ではカトマンズ渓谷の創造神話が語り継がれており、インド文献史の仏教叙事詩『スワヤンブプラーナ』にもカトマンズ渓谷の創造に言及する文言がある。この経典によると、遥か昔、カトマンズは14km四方の大きな湖で、湖の中央には千本もの花弁のある蓮華の花が咲いていた。自生仏陀世尊は燃え盛る炎の中で、文殊菩薩がこの湖の水を吸い出せば、この地は人々にとって幸せな宝の地となることが出来るだろうと予言した。しかし、この行動は湖中に住むクリカ龍王という名の龍を激怒させた。龍王は故意に湖の水を溢れさせ、湖を氾濫させ、人々に水害の苦しみを与えた。人々はその苦しみの中で、真心を込めて三宝に帰依し、一心に観音菩薩の庇護を願った。そこで観音菩薩は文殊菩薩をカトマンズに遣わせ、文殊菩薩は龍王を説得し、衆生を済度した。クリカ龍王は文殊菩薩に従った後、人々の苦しみを解き、仏法に帰依したという。この神話には、水害ではなく干ばつが起こり、12年もの間、雨が降らず、土地が乾き、土にひび割れができたという別バージョンの話も存在する。近年この地で湖床跡が発見され、また盆地自体が非常に肥沃なことなどからも地学的にもこの神話がある程度の事実を示していると考えられている。
『スワヤンブプラーナ』によると文殊菩薩はその後、マンジュパタン(サンスクリット語でマンジュシュリー/文殊菩薩が築いた都の意)と呼ばれる都市を築き、ダルマカーラを王とした。現在その場所はマンジパーと呼ばれる。マンジパーには文殊菩薩を祀る寺院が現存しているが、この時代以降、ゴパル時代の到来までの間のネワール族及びカトマンズ渓谷に言及している歴史的文書･碑文は発見されていない。ゴパル時代の王の系図はゴパララジャヴァムサバリ(Gopalarajavamsavali)と呼ばれる史籍に記録されている。この史籍によると、リッチャヴィ朝が南から侵入する前にゴパル朝に続いてマヒスパル朝とキラット朝が続いたとされる。キラット王ジテダスティの治世に仏陀がネパールを訪れたと主張する意見も多い。
その後のネワール族の記録は4世紀のリッチャヴィ朝（インド･アーリア系）から始まる。9世紀のデーヴァ朝を経て、12世紀から18世紀にかけてネワール族のマッラ朝が成立するとカトマンズ盆地にネワール文化が開花する。ネワールの文字であるネパール・バサ文字は少なくとも1200年以上前からあったと考えられ、901年の「ニダン（Nidan）」書や1173年のサンク（Sankhu）村のバジラヨギニ寺院（Bajrayogini Temple）の石板などからも見られる。
1767年のキリティプール(Kirtipur)の戦いで始まったゴルカ征服の前にネパール･マンダラの国境は北はチベット、東はキラト王朝、南はマクワンプール王国まで拡がっており、西はトリシュリ川 (Trishti)によってゴルカ王国と分断されていた。ネワール族によるカトマンズ渓谷の支配及び周辺地域への主権はプリトビ･ナラヤン･シャハ （Prithivi Narayana Shah）によるゴルカ朝(シャハ朝)の1769年のカトマンズ盆地征服によって終わりを迎えた。
1769年、隣国のゴルカ朝（シャハ朝）がこの地を占拠した後も、ネワール族は商人や官吏として宮廷内などで影響力を維持した。
ネワール族はその後も高度な文字文化を維持し、農業、商業、教育、行政から医療、法曹、宗教、建築、美術、文学の幅広い分野で多く活躍している。ネワール建築については古代から近代に至るまでアジアの仏塔建築に多大な影響を与えている。ネワール族の木彫技術や金属工芸も世界的に有名である。カトマンズ、パタン、バクタプルの美しい寺院や王宮の建築は主にネワール族の建築家、芸術家によるものである。

## 経済

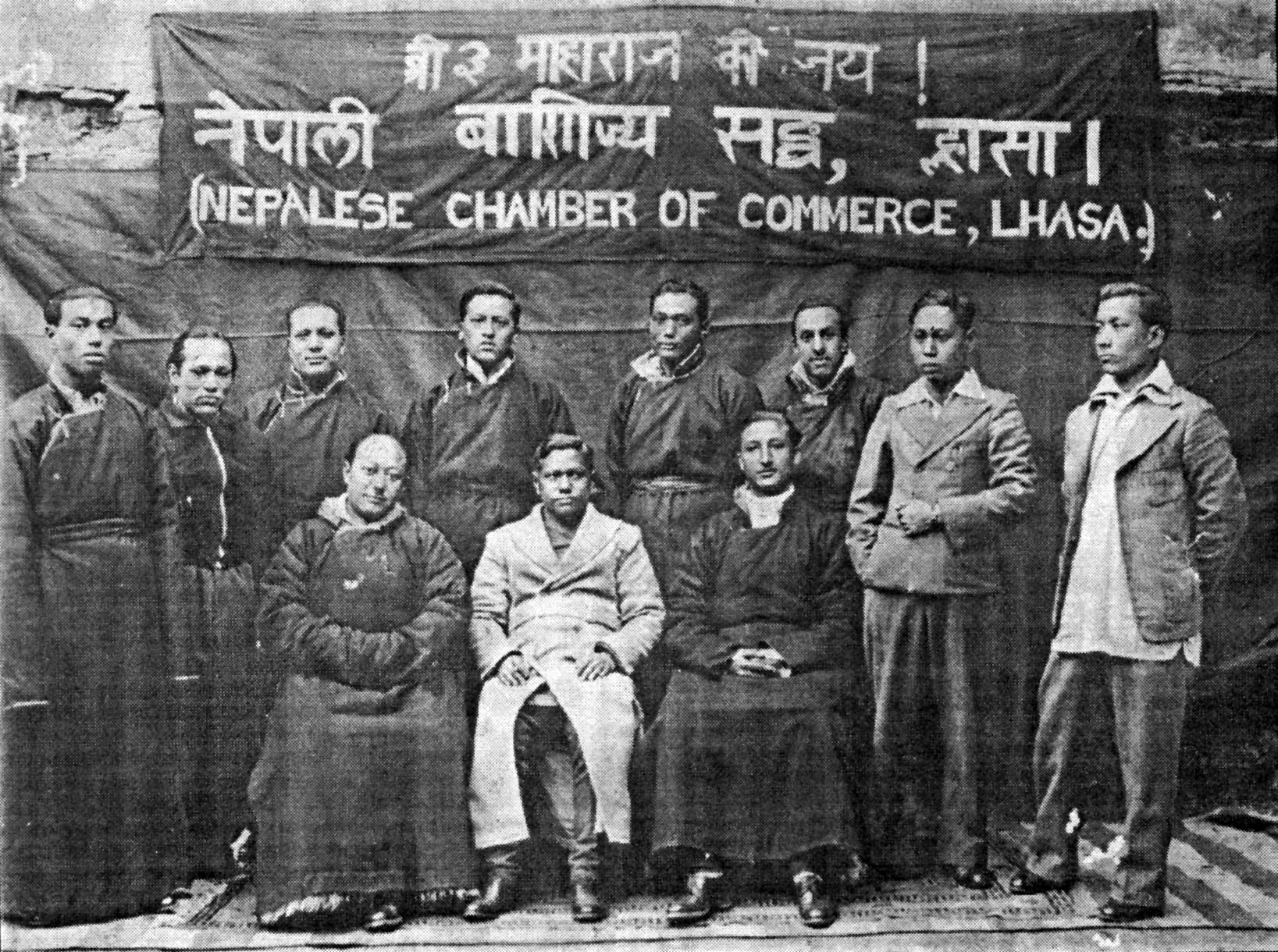
ネワール族商人、1940年代ラーサにて

交易、産業、そして農業は長らくネワール経済の主力だった。ネワール族は儀式的及び経済的に重要な役割を持つ世襲制職業に携わる社会集団で構成されている。商人、職人、芸術家、陶芸家、織工、染色工、農民、その他のカーストもすべて、経済システムの構築にそれぞれの重要な役割を果たし、これらはネワール経済の繁栄に繋がった。様々な物品や、サービスの提供を必要とする複雑な伝統的文化も経済を活性化させる一因となった。カトマンズ盆地の町や村は特定の製品の生産に特化し、都市部でありながら、豊かな農業は輸出用の余剰を生み出した。
さらに何世紀にもわたって、ネワール族商人はチベットとインドの間の貿易に携わり、地元で製造された製品をチベットに輸出してきた。穀物、特に米は主要な輸出品であり、ポーター(運搬人)はラバに品物を乗せ山道を登った為、カトマンズ周辺では今尚、古くから続いた交易路を見ることが出来る。
18世紀以降、ネワール族はネパール全土に広がり、移住したネワール族は丘の中腹部に交易の町を拓いた。これらのネワール族は以後宝石商もしくは小売商人として知られるようになる。現代社会においてもネワール族の職業の範囲は広く、半数は農民であるが商業に長け、政府の重要ポストにもついている。

## 宗教
ネワール族の宗教は仏教及びヒンドゥー教である。従来仏教を信仰していたが、長年のサンスクリット化（ヒンドゥー伝承文化の導入）により独自に融和したと考えられている。ネワール族は独自の職業カーストにより身分制度があり、姓によりカーストがわかる仕組みになっている。

## 音楽・舞踊・食物
ネワール族は音楽、舞踊、豪華な食事を楽しむことで知られている。伝承・伝統的な楽器を持った楽士がおり、伝統的なラブソングや仮面を付けた舞踊、コミカルな演劇などもある。特に結婚式では様々な種類の肉・野菜・果物がカレーやヨーグルト、スープ、米とビールなどと共にふるまわれる。

## 祭礼
年間を通じてさまざまな年中行事が行われる。ヒンドゥー教の祭日、仏教の祭日、収穫期と関連づけられている。例えばネワール族にとって最も重要な祭日は「グンフ・プニ（Gunhu Punhi）」とよばれる9日間の収穫祭である。この間、穀汁の椀を飲み、高僧からの祝福を受け、田畑のカエルにえさを与える。2日目には、その年に肉親を亡くした人々が牛に扮して町内を練り歩き、故人の冥福を祈る。最終日がヴィシュヌ神の生まれ変わりであるクリシュナ神の誕生日である。
「ヤンヤ・プニ（Yanya Punhi）」はヒンドゥーの天国を司るインドラ神の祭である。ヨーシンと言われる祭柱を立て、ビールや酒がわき出す大きな仮面で現されるアカシュ・バイラブ神をまつる。カトマンドゥー近辺の家庭ではインドラ神とバイラブ神の絵または像を飾る。最後にクマリと言う処女神が雨の神であるインドラ神に感謝し、篭もっていた社を出てカトマンドゥーの通りをかごに乗って巡回する。
多くの祭礼が誕生、お食い初め、幼少期、思春期、結婚、老化、死亡までの人生の節目に関連しており、非常に複雑な性質がある。例えば、生理は不浄のものとされているため、ネワール族の少女は初潮を迎える前に、12日間のすべての男性から離れ、日光の入らない部屋で女性の親族だけと過ごすというバーラ祭礼を経験する。
ネワール族の人々が長生きした場合、77歳から106歳の間に「ジュンク」と言われる5つの祭礼を行う。77歳7ヶ月と7日、83歳4ヶ月と4日（生まれてから1000回目の満月の後）、88歳8ヶ月と8日、99歳9ヶ月と9日、最後に105歳8ヶ月と8日に行う。これらすべてを経験するとその人は神として扱われる。通常夫に合わせて祭礼がおこなわれるので妻も共に祭礼を行う。その後葬式を最後の祭礼として行う。